# Thaida chepu
Thaida chepu is een spinnensoort uit de familie Austrochilidae. De soort komt voor in Chili.